# Rachel Boston

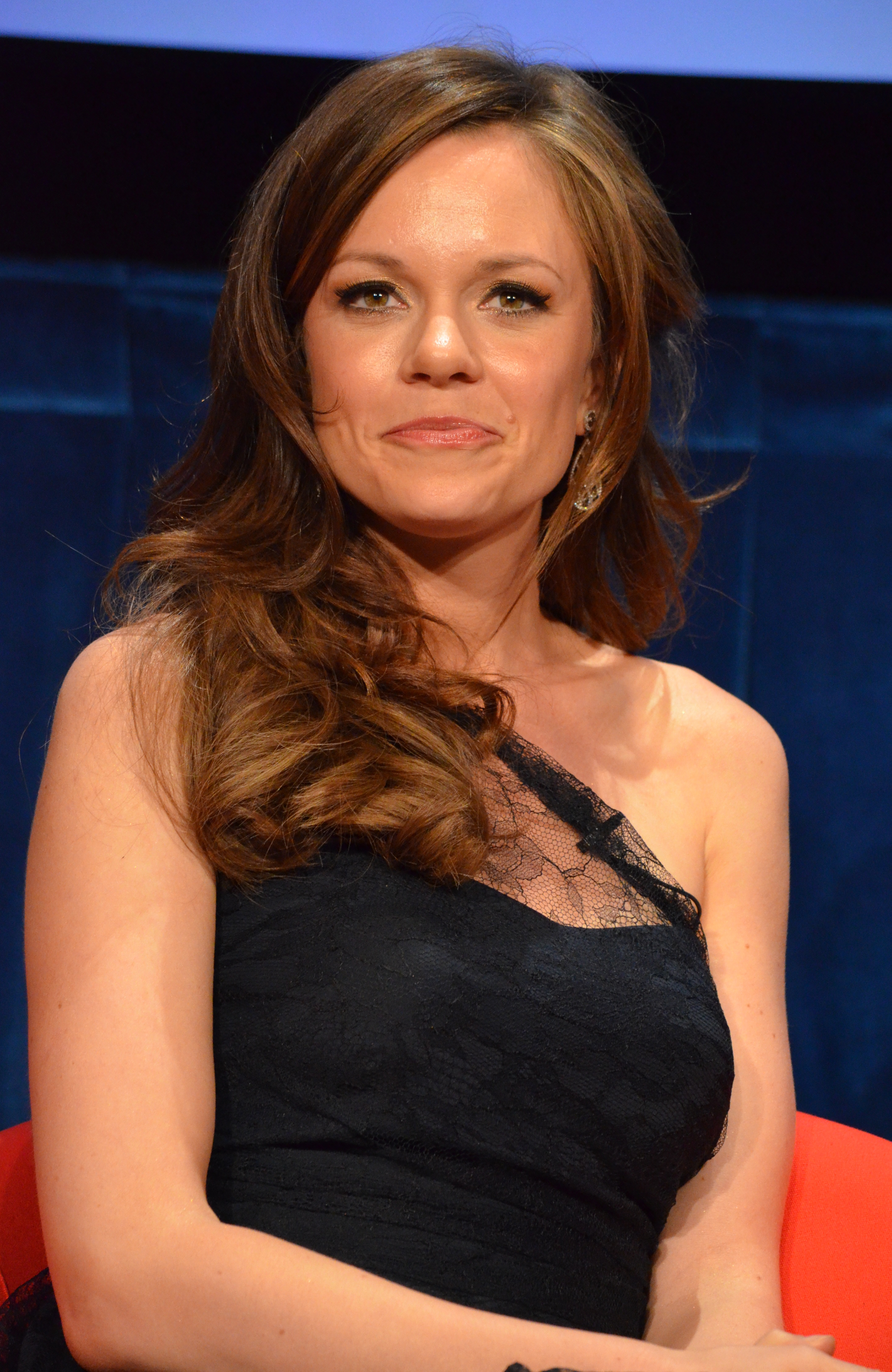
Rachel Boston 2012

Rachel Boston (* 9. Mai 1982 in Signal Mountain, Tennessee) ist eine US-amerikanische Schauspielerin.

## Karriere
Rachel Boston zog im Alter von 17 Jahren aus Tennessee nach New York City, um an der New York University zu studieren. Seit 2002 war sie in Serien wie Grey’s Anatomy, Navy CIS und Emergency Room – Die Notaufnahme zu sehen. Zudem wirkte sie in dem Film Der Womanizer – Die Nacht der Ex-Freundinnen mit. Von Oktober 2013 bis Oktober 2014 gehörte sie als Ingrid Beauchamp zur Stammbesetzung in der Lifetime-Fernsehserie Witches of East End.

## Filmografie (Auswahl)
- 2002–2005: American Dreams (Fernsehserie, 52 Folgen)
- 2005: The Closer (Fernsehserie, Folge 1x02 About Face)
- 2006: Navy CIS (NCIS, Fernsehserie, Folge 4x05 Dead and Unburied)
- 2006: Eine himmlische Familie (7th Heaven, Fernsehserie, 3 Folgen)
- 2006: Fifty Pills
- 2007: Grey’s Anatomy (Fernsehserie, Folge 3x13 Great Expectations)
- 2007: Crossing Jordan – Pathologin mit Profil (Crossing Jordan, Fernsehserie, Folge 6x05 Mr. Little and Mr. Big)
- 2007: Las Vegas (Fernsehserie, Folge 5x03 The Glass Is Always Cleaner)
- 2007: Lass es, Larry! (Curb Your Enthusiasm, Fernsehserie, Folge 6x08 The N Word)
- 2007: Rules of Engagement (Fernsehserie, Folge 2x01 Flirting with Disaster)
- 2008: Emergency Room – Die Notaufnahme (ER, Fernsehserie, Folge 14x11 Status Quo)
- 2008–2009: The Ex List (Fernsehserie, 13 Folgen)
- 2009: Der Womanizer – Die Nacht der Ex-Freundinnen (Ghosts of Girlfriends Past)
- 2009: (500) Days of Summer
- 2010: 10 Years Later
- 2009: Eastwick (Fernsehserie, Folge 1x04 Fleas and Casserole)
- 2010: Castle (Fernsehserie, Folge 3x02 He's Dead, She's Dead)
- 2010: Aus Versehen glücklich (Accidentally on Purpose, Fernsehserie, Folge 1x17 Speed)
- 2010: Scoundrels (Fernsehserie, 3 Folgen)
- 2011: Mad Love (Fernsehserie, 2 Folgen)
- 2011: The Pill
- 2011–2012: In Plain Sight – In der Schusslinie (In Plain Sight, Fernsehserie, 16 Folgen)
- 2012: It’s a Disaster – Bist du bereit? (It’s a Disaster)
- 2012: Blind Turn
- 2012: Holiday High School Reunion (Fernsehfilm)
- 2013: Black Marigolds
- 2013: Who the F Is Buddy Applebaum
- 2013–2014: Witches of East End (Fernsehserie, 23 Folgen)
- 2014: A Ring by Spring
- 2015: Ein wundervolles Geschenk (A Gift of Miracles, Fernsehfilm)
- 2016: Stop the Wedding (Fernsehfilm)
- 2016: Callie und der Weihnachtsengel (Ice Sculpture Christmas)
- 2017: Ein Engel für Angel Falls (Christmas in Angel Falls)
- 2017: Rosige Weihnachten (A Rose for Christmas)
- 2018: A Christmas in Tennessee (Fernsehfilm)
- 2018: We Hate Kids (I Hate Kids)
- 2019: The Last Bridesmaid (Fernsehfilm)
- 2019: Check Inn to Christmas (Fernsehfilm)
- 2020–2021: SEAL Team (Fernsehserie, 11 Folgen)
- 2020: Das Weihnachtskarussell – Alles dreht sich um die Liebe (Christmas Carousel, Fernsehfilm)
- 2022: Dating the Delaneys (Fernsehfilm)
- 2022: The Engagement Plot (Fernsehfilm)
- 2022: A Christmas Cookie Catastrophe (Fernsehfilm)
- 2023: The More Love Grows (Fernsehfilm)
- 2023:  Field Day (Fernsehfilm)
- 2024: Debbie Macomber's Joyful Mrs. Miracle (Fernsehfilm)